# Roodkruinstruikgors
De roodkruinstruikgors (Atlapetes seebohmi) is een zangvogel uit de familie Passerellidae (Amerikaanse gorzen).

## Verspreiding en leefgebied
Deze soort telt 3 ondersoorten:
- A. s. celicae: zuidwestelijk Ecuador.
- A. s. simonsi: zuidelijk Ecuador.
- A. s. seebohmi: noordwestelijk Peru.